# YTMND
YTMND, en förkortning av ”You're The Man Now, Dog!”, är en webbsida skapad år 2004. Orden är baserade på samma mening som Sean Connery sa i 2000-filmen Vem är Forrester?. YTMND låter en göra sidor med ljudklipp, en bild och stor, ”zoomande” text.

## Historia
Det började med att Max Goldberg, sajtens grundare, kollade på en trailer för filmen Vem är Forrester?. När det kom till frasen ”You're the man now dog” fick Goldberg en idé. Först lade han ut en sida som det bara stod ”you're the man now dog dot com” med Filgettext. Senare, hittade han en bild på Google Bilder som föreställde Sean Connery pekande, och gjorde en sida med bilden av Sean Connery sida vid sida, stor ”zoomande” text ”YOURE THE MAN NOW DOG.COM”, och med ljudklippet av Connerys fras ”You're the man now, dog!”. Senare ville andra personer skapa egna YTMND:s, och han gjorde en lista med YTMND:s skapade av andra personer. Till slut blev listan för stor, så han skapade YTMND.com att ha alla sidorna på.

## Flugor
YTMND har många flugor, ett exempel är ”I believe you have my stapler?”, Milton Waddams slagord från Office Space.